# Худинизъм (албум)
„Худинизъм“ е четвъртият студиен албум на българския рапър и музикален продуцент Худини, издаден през 2014 г. На лицето на обложката на червен фон е изобразена заключена с катинар книга със заглавие „Худинизъм“. Записването на албума протича в периода между октомври 2012 г. и декември 2013 г. Продукцията включва 12 песни, между които сингъла „Primetime“ с Криско, която се превръща в един от летните хитове на 2013 г., със силно присъствие в радио ефира и достига до #1 в The Voice Top 10. Друг сингъл от албума е „Извини ме“ с F.O., като видеото към песента надхвърля милион гледания в уебсайта за видеосподеляне Ютуб. „Худинизъм“ получава номинация за най-успешен албум на 2014 г. на Годишните български хип-хоп Награди на 359hiphop.com.
Албумът е записан в Студио 33, Бургас и се разпространява от Худ Джи Фем Ентертейнмънт на компакт диск и digital audio.

## Списък на песните в албума
| №   | Заглавие                                    | Автор(и)                                      | Музика                        | Аранжимент                    | Времетраене |
| --- | ------------------------------------------- | --------------------------------------------- | ----------------------------- | ----------------------------- | ----------- |
| 1.  | Пролог                                      | Стоян Иванов, Васил Краев                     |                               |                               | 00:31       |
| 2.  | Нова булка                                  | Стоян Иванов                                  | Любомир Пеев                  | Любомир Пеев                  | 03:50       |
| 3.  | Хирошима с участието на X                   | Стоян Иванов, Николай Николов, Диан Каличин   | Стоян Иванов, Николай Николов | Стоян Иванов, Николай Николов | 04:02       |
| 4.  | Primetime с участието на Криско             | Стоян Иванов, Кристиан Талев                  | Стоян Иванов                  | Петко Иванов, Стоян Иванов    | 03:56       |
| 5.  | Извини ме с участието на F.O.               | Стоян Иванов, Михаил Митев                    | Стоян Иванов                  | Стоян Иванов                  | 03:19       |
| 6.  | Постулати (skit)                            | Стоян Иванов, Васил Краев                     |                               |                               | 00:35       |
| 7.  | Догоре зареден с участието на Добри Момчета | Стоян Иванов, Иван Краев, Васил Краев         | Делян Атанасов                | Делян Атанасов                | 03:55       |
| 8.  | Бинго с участието на F.O. & Dim4ou          | Стоян Иванов, Михаил Митев, Димчо Харалампиев | Стоян Иванов                  | Петко Иванов, Стоян Иванов    | 03:52       |
| 9.  | Вадя с участието на M.W.P.                  | Стоян Иванов, Мартин Орешков                  | Стоян Иванов                  | Стоян Иванов                  | 03:15       |
| 10. | 24/7 с участието на Били Хлапето & Lexus    | Стоян Иванов, Билян Моллов, Michael Fleming   | Билян Моллов, Стоян Иванов    | Петко Иванов, Билян Моллов    | 03:48       |
| 11. | This-Кретен с участието на M.W.P.           | Стоян Иванов, Мартин Орешков                  | Стоян Иванов                  | Стоян Иванов                  | 03:13       |
| 12. | Искаш ли с участието на Fang                | Стоян Иванов, Петко Иванов                    | Стоян Иванов                  | Петко Иванов, Стоян Иванов    | 03:35       |

## Видеоклипове
| Видеоклип   | Премиера | Режисьор                               |
| ----------- | -------- | -------------------------------------- |
| Извини ме   | 2012     | Bashmotion                             |
| This-Кретен | 2012     | Стоян Иванов (Худини)                  |
| 24/7        | 2013     | Bashmotion                             |
| Primetime   | 2013     | Bashmotion                             |
| Бинго       | 2013     | Bashmotion                             |
| Нова булка  | 2014     | Full House Image/Стоян Иванов (Худини) |

## Екип/Персонал
Информация от официалния сайт на музикалния издател и обложката на албума.
- Hoodini – вокали, клавишни, музикален продуцент
- Fang – гост вокали, дръм процесинг, аудио инженер, изключителен продуцент
- Васил Краев – координатор и мениджър
- Димитър Ганчев – аудио инженер
- Иван Краев – арт дизайн на обложката
- Криско, F.O., Dim4ou, Добри Момчета, X / Exc, M.W.P., Били Хлапето, Lexus – гост вокали